# Batúan
Batúan es un municipio de la provincia de Bohol en Filipinas. Según el censo del 2000, tiene 11 835 habitantes. La localidad es una de las donde se encuentran las Colinas de Chocolate.

## Barangayes
Batúan se divide administrativamente en 15 barangayes.
- Aloja
- Behind the Clouds (San José)
- Cabacnitan
- Cambacay
- Cantigdas
- García
- Janlud
- Población Norte
- Población Sur
- Población Vieja (Longsudaan, Sawang Daan)
- Quezon
- Quirino
- Rizal
- Rosariohan
- Santa Cruz

- Datos: Q404549
- Multimedia: Batuan, Bohol / Q404549